# Albino Montisci
Albino Montisci ist ein italienischer Liedermacher christlicher Folk- und Popmusik. Sein an traditionellen Cantautori orientierter Musikstil reicht von meditativer (z. B. in Verso di Te) bis melodischer (zum Beispiel in Voci di liberta) meist gitarrenbetonter Musik, oft mit Stilelementen mittelalterlicher Bardenmusik (z. B. in Son menestrello). Die Gitarre spielt er dabei selbst. Das christliche Musikmagazin ixx verglich ihn in den 1980er Jahren als „christlichen Angelo Branduardi“. Seit den 1990er Jahren widmet er sich verstärkt der klassischen Gitarre (zum Beispiel: Album Montisci).

## Werdegang
Montisci lernte mit 11 Jahren autodidaktisch Gitarre und spielte daraufhin in verschiedenen Bands. Am Konservatorium von Turin studierte er klassische Gitarre und debütierte in einem Kammermusik-Ensemble. Als Musiklehrer war er an verschiedenen Schulen tätig. 1978 erfuhr sein Leben eine Hinwendung zum christlichen Glauben und er begann, als Liedermacher christliche Texte und Kompositionen zu verfassen. Erste Popularität brachte ihm ein Konzert 1982 in den Niederlanden. Seitdem tritt er europaweit und teils darüber hinaus auf Konzerten und Festivals auf. 16 Tonträger sind seitdem entstanden, an denen auch seine Frau als Autorin vieler Texte mitwirkt. Auftritte im Fernsehen (zum Beispiel: NOS, SDR, RAI) haben ihn auch über den christlichen Bereich hinaus bekannt gemacht.

## Diskographie
- 1979 – Son menestrello del mio Signor (CGD)
- 1983 – Uomo sulla terra (Ishmael)
- 1985 – Il mio canto (Sorgente)
- 1986 – Stagioni (Sorgente)
- 1988 – Da ieri in poi (Sorgente)
- 1989 – Voci di Libertà (Sorgente)
- 1992 – Montisci (Kir Music)
- 1994 – Live (Kir Music)
- 1996 – Dietro l'anima
- 2000 – Semplicemente Lode Vol. 1 (Profile)
- 2003 – Semplicemente Lode Vol. 2 (ACM Music Italia)
- 2004 – Amore senza confine (Compassion Italia Music)
- 2005 – Ma che bravo (La Fionda)
- 2005 – Diario (Promodest-Publishing)
- 2011 – La Musica delle Meraviglie (A. Frequenze)
- 2014 – Giorni Infiniti

In Deutschland sind die meisten Alben bei Pila Music erschienen.

## Auszeichnungen
- 1987 Internationaler Gospel Music Association Award (USA) als „bester christlicher Musiker und Liedermacher nicht englischer Sprache“.